# Huodendron biaristatum
Huodendron biaristatum är en storaxväxtart som först beskrevs av William Wright Smith, och fick sitt nu gällande namn av Alfred Rehder. Huodendron biaristatum ingår i släktet Huodendron och familjen storaxväxter. Utöver nominatformen finns också underarten H. b. parviflorum.